# Bisfosfoglicerato mutasa
La bisfosfoglicerato mutasa (BPGM) (EC 5.4.2.4) es una enzima que se encuentra únicamente en los eritrocitos y en las células de la placenta. Es responsable de la síntesis catalítica del 2,3-bisfosfoglicerato desde el 1,3-bisfosfoglicerato.
1,3-bisfosfoglicerato {\displaystyle \rightleftharpoons } 2,3-bisfosfoglicerato
La BPGM también tiene otra actividad mutasa y una función fosfatasa, pero éstas son mucho menos activas, en contraste con su pariente glicolítica, la fosfoglicerato mutasa, que favorece esas dos funciones y cataliza en menor medida la síntesis del 2,3-bisfosfoglicerato.
Actividad mutasa secundaria: 3-fosfoglicerato {\displaystyle \rightleftharpoons } 2-fosfoglicerato
Actividad fosfatasa: 2,3-bisfosfoglicerato {\displaystyle \rightleftharpoons } 3-fosfoglicerato

## Distribución en los tejidos
Ya que la función principal de la bisfosfoglicerato mutasa es la síntesis del 2,3-bisfosfoglicerato, esta enzima se encuentra solamente en los eritrocitos y en las células de la placenta. En la glicólisis, la conversión de 1,3-bisfosfoglicerato a 2,3-bisfosfoglicerato sería muy ineficiente, ya que añade otra etapa innecesaria. Como la principal función del 2,3-bisfosfoglicerato es desplazar el equilibrio de la hemoglobina hacia el estado reducido, su producción es solamente útil en las células que contienen hemoglobina, es decir en eritrocitos y células de la placenta.

## Función
El 1,3-bisfosfoglicerato es un compuesto intermedio de la glicólisis. Éste es convertido por la bisfosfoglicerato mutasa a 2,3-bisfosfoglicerato que tiene una función importante en el transporte de oxígeno. El 2,3-bisfosfoglicerato se une con alta afinidad a la hemoglobina causando un cambio conformacional que resulta en la liberación de oxígeno que los tejidos recogen y utilizan.
Esto también es importante en la placenta, en donde la sangre materna y fetal están muy próximas. Como la placenta produce 2,3-bisfosfoglicerato, una gran cantidad de oxígeno es liberado por la hemoglobina materna y se une a la hemoglobina fetal.

## Estructura
La bisfosfoglicerato mutasa es un dímero compuesto de dos subunidades idénticas, cada una con su propio sitio activo. Cada subunidad consiste en 6 hebras beta (β A-F) y 10 hélices alfa (α 1-10). La dimerización ocurre a lo largo de las caras de β C y α 3 de los dos monómeros.
La BPGM es un 50% idéntica a la fosfoglicerato mutasa, conservando los residuos de los sitios activos.

### Residuos importantes
- His-11. Es el nucleófilo de la reacción. Rota hacia adelante y hacia atrás con la ayuda de His-188 para conseguir una posición alineada para atacar el grupo 1-fosfato.

- His-188. Está involucrado en la estabilidad global de la proteína, en la creación de puentes de hidrógeno con el sustrato y en la ayuda a la His-11 para posicionarse adecuadamente.

- Arg-90. Aunque no está involucrado en la unión con el sustrato, este residuo cargado positivamente es esencial para la estabilidad global de la proteína. Puede ser substituido por lisina con efectos menores en la catálisis.

- Cys-23. Tiene efectos menores en la estructura global, pero grandes efectos en la reactividad de la enzima.

## Mecanismo de catálisis
El 1,3-bisfosfoglicerato se une al sitio activo, lo que causa un cambio conformacional que enclava al sustrato en su sitio. El 1,3-bisfosfoglicerato forma numerosos puentes de hidrógeno con los residuos de alrededor, muchos de los cuales están cargados positivamente lo que restringe su movilidad.
Los cambios conformacionales hacen que la His-11 rote, parcialmente ayudada por el puente de hidrógeno con His-188. La His-11 es alineada con el grupo 1-fosfato y lo ataca. El grupo 2-hidroxi, entonces, ataca el fosfato unido a la histidina y lo libera creándose 2,3-bisfosfoglicerato.
1,3-bisfosfoglicerato + BPGM-His11 {\displaystyle \rightleftharpoons } 3-fosfoglicerato + BPGM-His11-P {\displaystyle \rightleftharpoons } 2,3-bisfosfoglicerato + BPGM-His11

## Familia de la fosfoglicerato mutasa
La fosfoglicerato mutasa (PGAM) y la bisfosfoglicerato mutasa (BPGM) son ezimas relacionadas estructuralmente que catalizan reacciones de transferencia de grupos fosfato entre los tres átomos de carbono del fosfoglicerato. Las dos enzimas catalizan tres reacciones diferentes, aunque en diferentes proporciones:
- La isomerización del 2-fosfoglicerato a 3-fosfoglicerato mediante el compuesto intermedio 2,3-bisfosfoglicerato.

- La síntesis del 2,3-bisfosglicerato desde el 1,3-bisfosfoglicerato.

- La degradación del 2,3-bisfosfoglicerato a 3-fosfoglicerato (actividad fosfatasa de la bisfosfoglicerato fosfatasa EC 3.1.3.13).

Otra enzima de esta familia es la enzima bifuncional 6-fosfofructo-2-kinasa / fructosa-2,6-bisfosfato 2-fosfatasa (EC 2.7.1.105 y EC 3.1.3.46) (PFK2). La PFK2 cataliza la síntesis y la degradación de la fructosa-2,6-bisfosfato. La PFK2 es una enzima importante en la regulación del metabolismo de carbohidratos en el hígado.  Como PGAM y BPGM, la reacción de la fructosa-2,6-bisfosfato 2-fosfatasa utiliza un intermedio fosfohistidina y el dominio fosfatasa de la PFK2 está estructuralmente relacionado con la PGAM y BPGM.